# Landgericht Rovereto

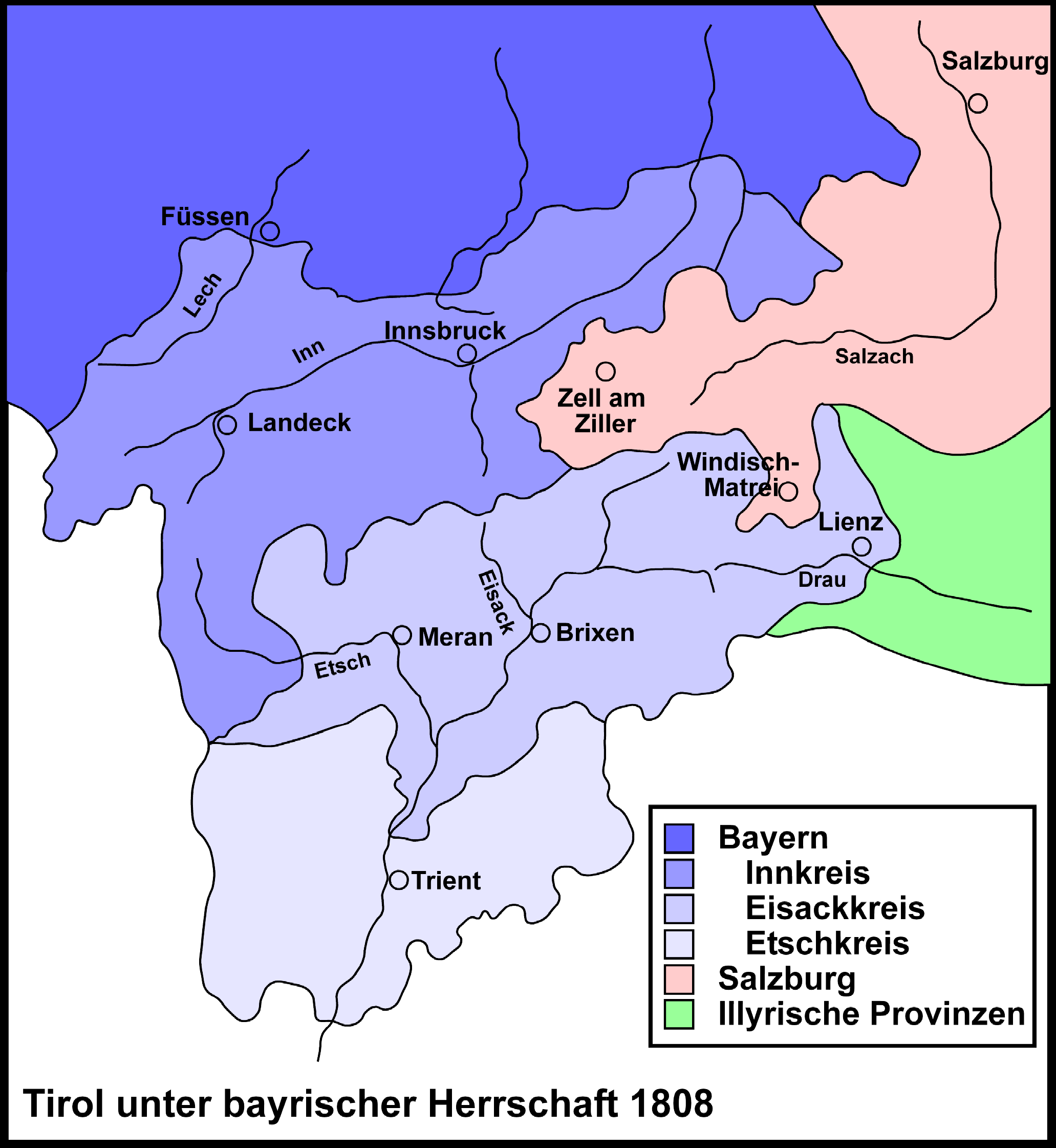
Das Landgericht Rovereto im Etschkreis 1808

Das Landgericht Rovereto war ein von 1805 bis 1810 bestehendes bayerisches Landgericht älterer Ordnung mit Sitz in Rovereto im Trentino. Die Landgerichte waren im Königreich Bayern Gerichts- und Verwaltungsbehörden.

## Geschichte
Im Jahr 1805 wurde nach dem Frieden von Pressburg im Verlauf der Verwaltungsneugliederung Bayerns das Landgericht Rovereto errichtet. Dieses wurde nach der Gründung des Königreichs Bayern dem Etschkreis zugeschlagen, dessen Hauptstadt Trient war.
Peter Adolph Winkopp schreibt im Jahr 1807: „Das Landgericht Roveredo enthält die unmittelbar landesfürstlichen Gerichte Folgaria und Castel Corno, das Graf Trappische Gericht Pesens, das Krescerische Schloß Pietra, das Stadtgericht zu Roveredo nebst der Prätur, das Fedrigazische Gericht Nomi, das Graf Lodronische Gericht Castellano und Castelnovo, das Castelbarocoische Gericht Gresto, und die denselben als Lehen verliehene 4 Vikariate Brentonico, Mori, Ala und Avio. Es hat einen Flächenraum von 9 4/5 Quadratmeilen mit einer Volksmenge von 43.721 Seelen, worunter aber nur 3.945 landgerichtisch sind.“
Im Jahr 1810 wurde der Etschkreis an das napoleonische Königreich Italien abgetreten.

## Beamte des Landgerichts
Die Namen der Beamten des Landgerichts Rovereto im Jahr 1809 lassen sich aus dem Königlich-Baierischen Regierungsblatt entnehmen.
- Erster Assessor: Edmund von Hafner
- Zweiter Assessor: Joseph Maria von Luterotti
- Aktuar: Karl von Panzoldi